# Magyarország települései: Ü, Ű
| Név   | Típus      | Vármegye        | Kistérség      | Nép.  | Irsz. |
| ----- | ---------- | --------------- | -------------- | ----- | ----- |
| Üllés | nagyközség | Csongrád-Csanád | Mórahalmi      | 3213  | 6794  |
| Üllő  | város      | Pest            | Gyáli          | 10016 | 2225  |
| Üröm  | község     | Pest            | Pilisvörösvári | 4904  | 2096  |